# Дмитриченко, Лилия Ивановна
Дмитриченко Лилия Ивановна (род. 22 мая 1948 г., Сталино, н. в. Донецк) — советский и украинский учёный, доктор экономических наук, профессор, заведующая кафедрой экономической теории Донецкого государственного университета, академик Академии экономических наук Украины, Заслуженный профессор Донецкого национального университета.

## Биография
Родилась в семье горных инженеров. В 1970 году с отличием окончила экономический факультет Донецкого государственного университета (первый выпуск).
Трудовую деятельность в Донецком государственном университете (с 1965 по сентябрь 2000 года – Донецкий государственный университет; с сентября 2000 по март 2023 года – Донецкий национальный университет; с марта 2023 года – Федеральное государственное бюджетное учреждение высшего образования «Донецкий государственный университет») начала 1 сентября 1970 года в должности ассистента кафедры политической экономии. Общий трудовой стаж 58 лет; общий стаж работы в университете (он же непрерывный, педагогический, научный) – 54 года.
В период 1972-1975 годов обучалась в аспирантуре по кафедре политической экономии. По окончании аспирантуры работала в должности ассистента кафедры.
В 1977 году в специализированном Учёном Совете при Московском экономико-статистическом институте защитила кандидатскую диссертацию «Эффективность социалистического общественного производства (социально-экономический аспект)»  по специальности  08.00.01 – Политическая экономия.
В 1979 году была избрана по конкурсу на должность старшего преподавателя кафедры политической экономии, а в 1980 году – на должность доцента той же кафедры. (В 1992 году кафедра политической экономии переименована в кафедру экономической теории). Учёное звание доцента по кафедре политической экономии присвоено в 1982 году.
В период 1992-1994 годов была заместителем декана учётно-финансового факультета. В 2000 году была избрана по конкурсу на должность профессора кафедры экономической теории Донецкого национального университета. 
В 2002 году в специализированном Учёном Совете при Донецком национальном университете защитила докторскую диссертацию «Государственное регулирование экономики (социально-экономический аспект)» по специальности 08.01.01 – Экономическая теория. Звание профессора по кафедре экономической теории присвоено в 2002 году (до защиты докторской диссертации, в порядке исключения за весомый вклад в развитие образования и науки).
В 2011 году была избрана по конкурсу на должность заведующего кафедрой экономической теории. В этой должности работает  по настоящее время. 
В период 2003-2012 годов по совместительству руководила научной лабораторией кафедры экономической теории. Является автором и соавтором 25 монографии.
Для обеспечения учебного процесса единолично и в соавторстве разработано и издано 57 учебно-методических изданий. Имеет 3 свидетельства о регистрации авторского права. Имеет 5 учебных изданий с грифом МОН.
При непосредственном участии и под руководством Дмитриченко Л.И. кафедра экономической теории стала выпускающей. Для обеспечения учебного процесса разработаны, представлены в электронном варианте и читаются спецкурсы «Государственно-частное партнёрство»; «Спецсеминар по Дж.М.Кейнсу»; «Спецсеминар по К.Марксу и А.Маршаллу»; «Теневая экономика»; «Современные проблемы экономики».
Участвовала в подготовке экономического словаря-справочника «Економічний словник-довідник» (К.: «Феміна», 1995), а также первой украинской экономической энциклопедии «Економічна енциклопедія: У трьох томах» (ред. С.В.Мочерний, К.: «Академія», 2000-2002); является научным редактором и автором вступительной статьи к изданию «М.И.Туган-Барановский. Избранные сочинения: в 2-х томах» (2004).
В период 2000-2014 годов была постоянным участником научных проектов:
- международного проекта «Problems and prospects of cooperation between countries of South-Eastern Europe within context of Black Sea economic cooperation and GUAM» («Проблемы и перспективы сотрудничества стран Юго-Восточной Европы в контексте Черноморского экономического сотрудничества и ГУАМ»);
- регионального проекта «Problems of development of foreign economic relations and attraction of foreign investments: regional aspect» («Проблемы развития внешнеэкономических связей и привлечения иностранных инвестиций: региональный аспект»).
Является постоянным членом оргкомитета и участником Всероссийской научно-практической конференции с иностранным участием «Инновационная парадигма экономических механизмов хозяйствования» (ФГАОУ «Крымский федеральный университет им. В.И.Вернадского», Симферополь).
Является членом редколлегии ряда научных журналов, в том числе «Вестник ДонНУ. Серия экономика и право», «Новое в экономической кибернетике», «Вестник Института экономических исследований», «Вестник Автомобильно- дорожного
института».
Является автором и соавтором более 400 научных и научно-методических работ.
Активно участвует в международных научных и научно-практических конференциях, в том числе в дальнем зарубежье.
Уделяет большое внимание организации научных исследований молодых учёных, аспирантов и докторантов. С 1994 года по настоящее время – член ряда специализированных советов по защите докторских и кандидатских диссертаций; была учёным секретарём специализированного совета К 06.06.05 при     Донецком государственном университете; заместитель председателя специализированного учёного совета Д 01.003.01 при ГОУ ВПО «Донецкий национальный университет».
Под руководством Дмитриченко Л.Л. подготовлено и защищено 30 диссертаций, в т.ч. 6 докторских.
Активно оппонировала докторские и кандидатские диссертации в ведущих вузах страны, давала отзывы на авторефераты диссертаций, выступала рецензентом учебных и научных изданий. 
Является членом Учёного совета Донецкого государственного университета; Научно-технического совета университета; Учёного совета учётно-финансового факультета.
В 2012 году баллотировалась на вакансию члена-корреспондента НАН Украины по специальности «Экономическая теория» (выиграл  Зверяков Михаил Иванович, бывший ректор Одесского государственного экономического университета).

## Награды и знаки отличия
Знак  МОН Украины «Відмінник освіти України» (2003), за многолетний добросовестный труд, высокий профессионализм, весомый личный вклад в развитие научных исследований;  
Знак НАН Украины «За підготовку наукової зміни» (2008), за плодотворную работу с талантливой молодёжью, подготовку высококвалифицированных специалистов, значительные достижения в научной работе;
Золотая медаль имени Михаила Туган-Барановского Академии экономических наук Украины (2013), за  значительный личный вклад в развитие экономической науки;
Грамоты и благодарности Донецкой областной государственной администрации и областного совета (2003 и 2005).
Имя Дмитриченко Лилии Ивановны занесено в книгу почёта «Науковці України: еліта держави». –  Київ: Видавництво «Логос Україна»,  2014. – т. ІІІ. – 300 с. –  С.151;
Имя Дмитриченко Лилии Ивановны занесено в книгу почёта «Золота Еліта України»;
Заслуженный профессор Донецкого национального университета.

## Общественная деятельность
За годы работы в университете проводила большую интернациональную работу. В течение 10 лет возглавляла курсы при Донецком государственном университете для абитуриентов из ГДР, изучающих русский язык для продолжения учёбы в вузах Советского Союза. Имеет благодарности консульства ГДР в Украине.
Была куратором ряда землячеств иностранных студентов, обучавшихся в ДонНУ (Республики Чад, Народной Демократической Республики Йемен и Йеменской Арабской Республики).
Дважды избиралась в состав партийного комитета ДонГУ.
Была членом методического совета Донецкого областного общества «Знание».
Многие годы была заместителем председателя Донецкого городского совета женщин.  

## Наиболее важные научные и учебные издания

### Монографии
- Дмитриченко Л.И. Государственное регулирование экономики: методология и теория: Монография /Л.И.Дмитриченко. – Донецк: Издательство «УкрНТЭК», 2001. – 329 с.
- Соціальна політика і економічна безпека: Монографія. (п.3.1. Методологічні передумови Державного регулювання економічної безпеки) / Під заг. ред. д-ра екон. наук, проф. Є.І.Крихтіна. – Донецьк: Каштан, 2004. – 336 с. – С. 177-191.
- Дмитриченко Л.И. Малый бизнес в системе предпринимательства / Л.И.Дмитриченко, А.Н.Химченко. – Донецк: Каштан, 2005. – 180 с.
- Михайло Іванович Туган-Барановскьий: особистість, творча спадщина і сучасність (п. 2.1. Методология творческого наследия М.И.Туган-Барановского) / Під заг.ред. д.е.н. Шубіна О.О., д.е.н. Садекова А.А. – Донецьк: Каштан, 2007. – 356 с. – С.78-90.
- Майбутнє  України: стратегія поступу: Монографія (п. 1.2. Суперечності трансформаційних процесів забезпечення інноваційної моделі розвитку національної економіки України). – Донецьк-Київ: ТОВ «Юго-Восток, Лтд», 2008. – 304 с.– С.10-15.
- Глобальна економічна криза 2008-2010 років: світовий досвід та шляхи подолання в Україні: Монографія (п. 1.1.1. Ринкова економіка – потенційне джерело криз / під заг. ред. В.І. Ляшенка. – Донецьк: Юго-Восток, 2010. – 414 с. – С. 9-16.
- Дмитриченко Л.И. Корпорация в системе общественного производства / Л.И.Дмитриченко, Т.С.Чунихина, Л.А.Дмитриченко, А.Н.Химченко. – Донецк:  ООО «Східний видавничий дім», 2010. – 184 с.
- Дмитриченко Л.И. Банковский капитал: генезис, механизм накопления и функционирования. Монография /Л.И.Дмитриченко, О.М.Черная. – Донецьк:  ООО «Східний видавничий дім», 2011. – 192 с.
- Дмитриченко Л.И. Инвестиционная деятельность и экономическое развитие государства: Монография / Л.И.Дмитриченко, И.А.Брайловский. – Донецк:  ООО «Східний видавничий дім», 2011. – 168 с.
- Структурні реформи економіки: світовий досвід, інститути, стратегії для України. Монографія  (п. 1.1.1. Методологічні аспекти аналізу структурних процесів у економіці) /  О.І.Амоша, С.С.Аптекар, М.Г.Білопольський, С.І.Юрій та ін. – ІЕП НАН України, ТНЕУ МОНСМ України. – Тернопіль: Економічна думка ТНЕУ,   2011. – 848 с. – С.8-14.
- Дмитриченко Л.І. Корпоративні відносини: методологія дослідження та механізми функціонування. Монографія / Л.І.Дмитриченко, А.М.Хімченко, М.О.Кужелєв, М.П.Калініченко. – Донецьк:  ООО «Східний видавничий дім», 2012. – 160 с.
- Дмитриченко Л.И. Денежно-кредитное регулирование экономической безопасности: методологический аспект. Монография / Л.И.Дмитриченко, А.С.Хорошева, Е.И.Хорошева. –  Донецк:  ООО «Східний видавничий дім», 2012. – 196 с.
- Дмитриченко Л.І. Корпоративний сектор в економіці: стратегія та механізми розвитку. Монографія /Л,І.Дмитриченко, М.О.Кужелєв, А.М.Хімченко, М.М.Федотова. – Донецьк:  ТОВ «Східний видавничий дім», 2012. – 184 с.
- Дмитриченко Л.І. Ринок венчурного капіталу: методологія дослідження та механізми функціонування. Монографія / Л.І.Дмитриченко. К.В.Кутрань. – Донецьк:  ТОВ «Східний видавничий дім», 2013. – 178 с.
- Конкурентоспособность национальных экономик и регионов в контексте глобальных вызовов мировой экономики: монография (п. 4.1.  Конкурентоспособность национальной экономики: структурно-инвестиционный аспект).  – Ростов-на-Дону, ЮФУ, 2016. – 346 с. – С.116-121.
- Конкурентоспособность национальных экономик в системе мирохозяйственных связей: монография  (п.3.3.Конкурентоспособность национальной экономики в аспекте развития государственно-частного партнёрства) / Под ред. Е.С.Шилец. – Донецк: Фолиант, 2017. – 230 с. – С.187-194.
- Конкурентоспособность национальных экономик и регионов в контексте глобальных вызовов мировой экономики: монография: в 3-х томах. – Том 1 (п. 2.4. Конкурентоспособность малого и среднего бизнеса в Украине: состояние и потенциал инновационного развития).  – Ростов-на-Дону, Таганрог. – Изд-во ЮФУ: 2017. – 308 с. – С.102-110.
- Дмитриченко Л.И. Государственное регулирование экономики: методология, теория,          эволюция концепций и моделей:  Монография. – Изд-е  2-е, обновлён. и  уточнённое / Л.И.Дмитриченко. – Донецк: ФЛП Кириенко С.Г., 2023. –  224 с.
- Устойчивое развитие национальных экономик, регионов, территориально-производственных комплексов, предприятий в условиях глобализации: коллективная монография (п.1.2. Устойчивое развитие экономических систем в контексте влияния глобальных вызовов) / под общей ред. Е.С. Шилец. – Донецк: ДонГУ, 2023. – 432 с. – С.23-33.
- Маркетинг и логистика в эпоху ESG-трансформации: монография  (п.2.1. Социальная ответственность в системе общественных отношений) / Т.В. Ибрагимхалилова, М.Н. Беспятая, С.П. Вакуленко [и др.]; под общей редакцией Т.В. Ибрагимхалиловой. – Донецк: ДонГУ, 2023. – 311 с.  – С. 58-71.
- Управление бизнесом в цифровой экономике: Монография (п.5.2. Концессия как модель управления отношениями государства и бизнеса) / под общей ред. О.Л. Некрасовой. –  М.: Перо, 2023. – 265 С.   – С. 217-228.
- Корпоративные стратегии и технологии в период глобальных трансформаций: монография  (п 3.2. Институциональные аспекты корпоративной социальной ответственности) / коллектив авторов; под ред. И.Ю. Беляевой и О.В. Даниловой. – Москва: КНОРУС, 2024. – 261 с. – С. 84-95.

### Статьи в рецензируемых научных журналах
- Дмитриченко Л.И. Налоговый механизм регулирования предпринимательской деятельности  в аспекте обеспечения экономической безопасности / Л.Дмитриченко, Н.Мальцева // Новое в экономической кибернетике: Сб. науч. тр. – 2019. – № 1. – 251 с. – С.184-196.
- Дмитриченко Л.И. Государственно-частное партнёрство как модель развития национального хозяйства на государственном и региональном уровнях / Л.Дмитриченко, Б.Мелюс// Вестник ДонНУ. Серия В. Экономика и право. – 2019. - №4.  – 293 с. – С.80-91.
- Дмитриченко Л.И. Концепция мотивационного механизма развития государственно-частного партнерства в Донецкой Народной Республике / Л.Дмитриченко, Б.Мелюс // Новое в экономической кибернетике: Сборник научных трудов.   – 2020. – №2. – 269 с. – С.207-221.
- Дмитриченко Л.И. Организационно-экономический механизм обеспечения инвестиционной безопасности государства /Л.Дмитриченко, В.Савкин // Вестник Донецкого национального университета. Серия В. Экономика и право. – Донецк, 2021. –  № 1. –  221 с. – С.66-75.
- Дмитриченко Л.И. Инвестиционное партнёрство в аспекте обеспечения экономической безопасности государства:  механизмы реализации /Л.И.Дмитриченко, В.Е.Савкин // Вестник ДонНУ. – Серия В. Экономика и право. 2022. – №1. –  325 с.
- Дмитриченко Л.И. Концепция мотивационного механизма развития государственно-частного партнерства в Донецкой Народной Республике /Л.И.Дмитриченко, Б.В.Мелюс // Новое в экономической кибернетике: Сборник научных трудов.   – 2020 –  №2. – 269 с. – С.207-221.
- Дмитриченко Л.И. Структурные составляющие безопасности государства: диалектика понятий и категорий / Л.И.Дмитриченко, Н.Г.Мальцева // Вестник Донецкого национального университета. Серия В. Экономика и право. Донецк,  2021. – № 2. – 245 с. – 42-58.
- Дмитриченко Л.И. Социально-экономические системы: сущность особенности и тенденции трансформации / Л.И.Дмитриченко, И.К.Джиоева  // НЭК. Новое в экономической кибернетике: Сборник научных трудов..   – 2021 - №2. –  213 с. – С. 160-179.
- Дмитриченко Л.И. Фискальная политика государства в регулировании доходов населения / Л.И.Дмитриченко, И.А.Карпухно, Д.А.Гучмасова // Вестник Института экономических исследований, 2021. – №2(22). – 283 c. – С. 154-162.
- Эволюция теории и концепций активизации инвестиционной деятельности: аспект обеспечения экономической безопасности / Л.И.Дмитриченко, Ю.В.Шумакова  //  НЭК. Новое в экономической кибернетике: Сборник научных трудов..   – 2021 – №3. –  211 с. – С. 153-177.
- Дмитриченко Л.И. Институциональные аспекты налогового механизма обеспечения экономического роста и развития / Л.Дмитриченко, В.Тарков // Вестник Донецкого национального университета. Серия В. Экономика и право. Донецк,  2022. – № 4. – 330 с. – С.57-64.
- Дмитриченко Л.И. Экономический рост и экономическое развитие: фактор цифровизации экономики / Л.И.Дмитриченко / Инновационная парадигма экономических механизмов хозяйствования:  сборник научных трудов VII Всероссийской научно-практической конференции с международным участием  (16 мая 2022 года) /научн. ред. С.П. Кирильчук; редкол.: Г.А. Штофер, Н.А. Логунова. – Симферополь: ИТ «АРИАЛ», 2022. – 462 с. – С. 156-160.
- Дмитриченко Л.И. Фискальная политика как форма реализации макроэкономической активности государства / Л.И.Дмитриченко, И.А.Карпухно // Менеджер АУиГС. 2022. – №2(100). – С.3-8.
- Дмитриченко Л.И. Инвестиционное партнёрство в аспекте обеспечения экономической безопасности государства: механизмы реализации / Л.И. Дмитриченко, А.Е. Савкин // Вестник Донецкого национального университета. – Серия В. Экономика и право. 2022. – №1. – 326 с. – С. 91-100.
- Дмитриченко Л.И. Теневая экономика: эволюция взглядов на сущность и принципиальные подходы к анализу терминологии / Л.И. Дмитриченко // Новое в экономической кибернетике: Сборник научных трудов. – 2022. – №2. – 176 с. – С. 96-104.
- Дмитриченко Л.И. Государственно-частное партнерство: методология исследования и перспективы развития в Донецкой Народной Республике /Л.И. Дмитриченко, А.Н. Химченко // Вестник Донецкого национального университета. Серия В. Экономика и право. – 2022. – №3. – 238 c. – С. 74-84.
- Дмитриченко Л.И. Институциональные аспекты налогового механизма обеспечения экономического роста и развития / Л.И.Дмитриченко, В.В.Тарков // Вестник Донецкого национального университета. Серия В. Экономика и право. – 2022. – № 4.   – 330 с. – С. 57-64.
- Дмитриченко Л.И. Богатство-бедность»: экономическая категория единства противоположностей / Ю.В.Арабаджи, Л.И.Дмитриченко // Вестник Донецкого национального университета. Серия В. Экономика и право. – 2023. – № 1. – 332 с. – С.66-74.
- Дмитриченко, Л. И. Государственно-частное партнёрство как институт интеграции экономики Донецкой Народной Республики в экономику Российской Федерации: методологический аспект / Л.И.Дмитриченко, А.М.Чаусовский, П.А.Канапухин // Вестник Воронежского государственного университета. Серия: Экономика и управление (К2). – 2023. – №4. – С. 5-19.
- Дмитриченко Л.И. Концепция трансформации экономической системы Республики Южная Осетия: основные направления реализации / Л.И.Дмитриченко, И.К.Джиоева, А.М.Чаусовский // Вестник Северо-Осетинского государственного университета имени К.Л. Хетагурова. Серия: Экономика. Экономические науки (К2). – 2023. – №4. – С. 149-159.
- Дмитриченко Л.И. Региональный аспект потребления доступной роскоши в условиях санкций (на примере iPhone) / Стрижак А.Ю., Л.И.Дмитриченко, Т.А.Дадашова // Экономические и социально-гуманитарные исследования (К1). – 2023. – №4 (40). – С. 123-130.
- Дмитриченко Л.И. Наука и образование как объект социальной ответственности государства / Л.И. Дмитриченко, Аванесова И. // Вестник Института экономики Российской академии наук (К1). – 2024. – № 1. – С. 65-86.
- Дмитриченко Л.И. Дефиниция «предпринимательство» в контексте современной геополитической обстановки: новые тенденции развития / Л.И. Дмитриченко, А.М.Чаусовский, А.М. Плаксина // Вестник Северо-Осетинского государственного университета имени К.Л. Хетагурова. Серия: Экономика. Экономические науки (К2). – 2024. – №1. – С.119-127.
- Дмитриченко Л.И. Инвестиционные процессы в Донецкой Народной Республике: методология исследования, тенденции и перспективы развития / Л.И.Дмитриченко, А.М.Чаусовский, Т.Н.Гоголева // Современная экономика: проблемы и решения (К2). – 2024. – №5(173). – С.8-25.
- Дмитриченко Л.И. Транспортная отрасль России в системе воспроизводства: анализ динамики и современного уровня развития / Л.И.Дмитриченко Л.И., Е.С.Шилец, О.А.Чмиль // Вестник института экономических исследований (К2). – 2024. – №2.

### Статьи в зарубежных научных изданиях
- Dmitrichenko L.I. Target for development of social labour / L. Dmitrichenko // Applied Sciences and technologies in the United States and Europe: common challenges and scientific findings. – Cibunet Publishing, USA, N.Y., 2013. –  242 p. – P. 198-201.
- State-Private partnership: essence, foreign experience and mechanism of realization in Ukraine / L. Dmitrichenko, I. Brailovsky // Journal of Eastern European and Central Asian  research. – USA, 2014. – Vol 1, No 3. – P. 1-7.
- Conceptual foundations of public-private partnership: a methodological basis for the formation of national models and mechanisms / L. Dmitrichenko, B. Melus// The 6th International scientific and practical conference “Fundamental and applied research in the modern world” (January 20-22, 2021) BoScience Publisher, Boston, USA. 2021. 992 p. – Р.450-459.
- Economic security of the state: tax strategy of investment activities / L. Dmitrichenko, Y. Shumakova // The 5th International scientific and practical conference “World science: problems, prospects and innovations” (January 27-29, 2021) Perfect Publishing, Toronto, Canada. 2021. 1300 p. – Р. 512-519.
- Methodology for researching the economic security of the state / // The 3rd International scientific and practical conference “European scientific discussions” (February 1-3, 2021) Potere della ragione Editore, Rome, Italy. 2021. 800 p. – Р. 616-624.
- Poverty as an economic category and object of scientific research / L. Dmitrichenko, Y. Arabadzhi // The 5th International scientific and practical conference “Science and education: problems, prospects and innovations” (February 4-6, 2021) CPN Publishing Group, Kyoto, Japan. 2021. 1073 p. – Р. 447-456.
- "Pluses" and "minuses" of the social form of labor at the global level of the economy / L. I. Dmitrichenko, L. A.Dmitrichenko // The 7th International scientific and practical conference “The world of science and innovation” (February 10-12, 2021) Cognum Publishing House, London, United Kingdom. 2021. 1055 p. – Р. 456-465.
- Institute of public-private partnership in the system of investment mechanisms /L.Dmitrichenko, V.Savkin // The 7 th International scientific and practical conference “Actual trends of modern scientific research” (February 14-16, 2021) MDPC Publishing, Munich, Germany. 2021. 676 p. – P. 607-614/

### Учебные издания
- Дмитриченко Л.И. История экономических учений: Учебное пособие / Л.И.Дмитриченко. –  МОН Украины,   Дон ГУ. – Донецк, КИТИС, 1999. – 452 с.
- Дмитриченко Л.И. История экономических учений: курс лекций / Л.И.Дмитриченко, Л.А.Дмитриченко, А.Н.Химченко. – Донецк: Каштан, 2006. – 268 с.
- Дмитриченко Л.И. Экономическая теория (Политическая экономия): Учебное пособие / Л .И.Дмитриченко, Л.А.Дмитриченко, А.Н.Химченко. – Донецк: Каштан, 2009. – 296 с.
- Дмитриченко Л.И. Історія економіки та  економічної думки: Навчальний посібник  /  Л.И.Дмитриченко, Л.А.Дмитриченко, Ю.В.Колосова, В.В.Кузьменко. – МОН України, ДонНУЕТ. – Донецьк: Видавництво «Вебер» (Донецька філія), 2009. – 297 с.
- Гроші та кредит: підручник.   / С.К.Реверчук,  В.І., Грушко,  Л.І.Дмитриченко та ін.  –  МОНМС України. Київ: Знання, 2011. – 382 с.
- Політична економія: Підручник / Наук. ред. Л.І.Дмитриченко. – МОНМС України. – Донецьк: ТОВ «Східний видавничий дім», 2012. – 712 с.
- Банківська система: Підручник / С.К.Реверчук,     Л.І.Дмитриченко та ін.  – МОН України. – Львів: «Магнолія-2006». – 2013. – 400 с.
- Дмитриченко Л.И. Государственно-частное партнёрство: курс лекций /Л.И.Дмитриченко, Л.А.Дмитриченко. – [Электронный ресурс]. – / ГОУ ВПО «Донецкий национальный университет», – Донецк: ДонНУ, 2016. – 187 с.
- Дмитриченко Л.И. Спецсеминар по К.Маркс у и А.Маршаллу: курс лекций  / Л.И.Дмитриченко, Л.А.Дмитриченко – [Электронный ресурс]. – ГОУ ВПО «Донецкий национальный университет», – Донецк: ДонНУ, 2016. – 212 с.
- Политическая экономия: Учебник /под ред. д-ра. экон. наук, проф. Л.И.Дмитриченко. –  Донецк: ДонНУ, 2018. – 713 с.
- Дмитриченко Л.И. Современные проблемы экономической теории (Политэкономия – 2): Учебное пособие /  Л.И.Дмитриченко, Л.А.Дмитриченко, И.К.Джиоева, А.Н.Химченко / Под ред. д-ра. экон. наук, проф. Дмитриченко Л.И. – Донецк: ФЛП   Кириенко С.Г., 2023. –  285 с.